# 富山県道103号田中横尾線

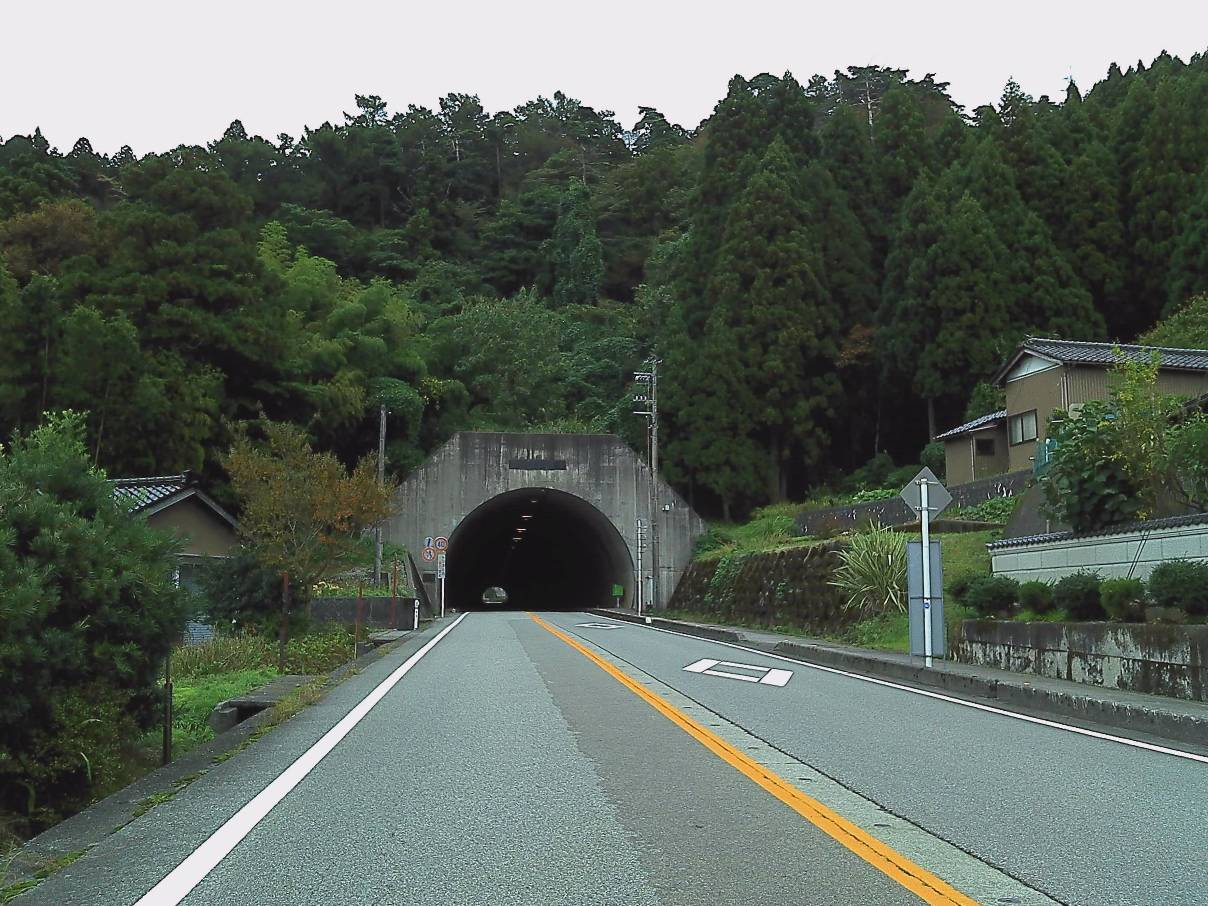
新笹川トンネル（2011年10月）

富山県道103号田中横尾線（とやまけんどう103ごう たなかよこおせん）は、富山県下新川郡朝日町内を通る一般県道である。

## 概要

### 路線データ
- 起点：富山県下新川郡朝日町笹川字田中
- 終点：富山県下新川郡朝日町横尾字小清寺（国道8号交点）
- 実延長：2,878m

## 沿革
- 1960年（昭和35年）4月23日 - 認定[1]

## 地理

### 通過する自治体
- 富山県下新川郡朝日町

### 接続する道路
- 朝日町道（起点：朝日町笹川字田中）
- 富山県道102号山崎泊線（朝日町横尾地内で重複）
- 国道8号（終点：横尾西交差点）

### トンネル
- 新笹川トンネル

### 周辺
- 笹川簡易郵便局